# 사우스글러모건주

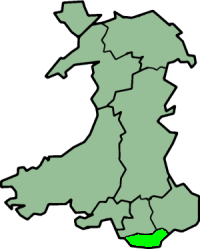
사우스글러모건 주

사우스글러모건주(South Glamorgan)는 웨일스의 보존주이다. 주도는 카디프베이이다.

## 지역
웨일스의 도읍인 카디프를 관할한다.
- 베일오브글러모건, 카디프